# Източен Логон (регион)
Източен Логон (на френски: Logone Oriental) е регион в Чад. Столица е град Доба. Намира се на територията на бившата префектура със същото име. От април 2007 година губернатор на региона е Жакоб Нгарбуджим Медор.

## Единици
Регионът включва 4 департамента:
| Департамент  | Столица  | Под-префектури                                 |
| ------------ | -------- | ---------------------------------------------- |
| Ланя         | Бебеджия | -                                              |
| Ланя Пенде   | Горе     | Бекан, Горе, Доня, Ямодо                       |
| Ла Пенде     | Доба     | Бебото, Бодо, Доба, Кара, Коме, Мадана         |
| Монт дьо Лам | Баибокум | Баибокум, Бесао, Лараматайе, Мбаикоро, Мбитойе |

## Население
По данни от 1993 година населението на региона възлиза на 440 342 души.
По данни от 2009 година населението на региона възлиза на 779 339 души.
Основните етнически групи са нгамбаи, съставящи около 50% от населението, гор, мбум и гулай.

## Икономика
Населението е заето предимно в земеделието; основните суровини, които се произвеждат, са памук и нефт.